# Carlos Hathcock
Carlos Norman Hathcock II (n. 20 mai 1942 – d. 23 februarie 1999) a fost un lunetist al United States Marine Corps cu o performanță în serviciu de 93 de victime confirmate.

## Cărți
Hathcock a fost subiect a numeroase cărți, printre care:
- Chandler, Roy F. (1997). White feather: Carlos Hathcock USMC scout sniper : an authorized biographical memoir (ed. 1997). Iron Brigade Armory Publishing. ISBN 978-1-885633-09-5. - Total pages: 277
- Henderson, Charles (2001). Marine Sniper: 93 Confirmed Kills (ed. 2001). Berkley Books. ISBN 978-0-425-18165-2. - Total pages: 315
- Henderson, Charles W. (2003). Silent Warrior (ed. 2003). Berkley Books. ISBN 978-0-425-18864-4. - Total pages: 336
- Sasser, Charles; Roberts, Craig (1990). One Shot, One Kill (ed. 1990). Pocket Books. ISBN 978-0-671-68219-4. - Total pages: 288

## Vezi și
- Listă de lunetiști